# Tornei di tennis maschili nel 1939
Prima della nascita della cosiddetta "Era Open" del tennis, ossia l'apertura ai tennisti professionisti dei tornei che prima di quell'anno erano riservati ai tennisti dilettanti. Nel 1939 i tornei si distinguevano in pro e amatoriali: ai primi potevano partecipare solo i giocatori professionisti, mentre ai secondi potevano partecipare solo i tennisti dilettanti. Tutti i tornei più importanti erano amatoriali tra questi c'erano i tornei del Grande Slam: gli Australian Championships, gli Internazionali di Francia, il Torneo di Wimbledon e gli U.S. National Championships.

## Calendario

### Legenda
| Tornei amatoriali       |
| Tornei professionistici |

### Gennaio
| Settimana  | Torneo                                                                        | Vincitore                              | Finalista               | Semifinalisti | Eliminati ai quarti |
| ---------- | ----------------------------------------------------------------------------- | -------------------------------------- | ----------------------- | ------------- | ------------------- |
| Gennaio    | Scandinavian Championships 1939 Stoccolma, Svezia Singolare - Doppio          | Henri Bolelli 4-6 6-4 6-1 6-4          | Henner Henkel           |               |                     |
| Gennaio    | Scandinavian Championships 1939 Stoccolma, Svezia Singolare - Doppio          |                                        |                         |               |                     |
| Gennaio    | Gallia Club Championships 1939 Cannes, Francia Singolare - Doppio             | Sin-Khie Kho                           | Murray Donald Deloford  |               |                     |
| Gennaio    | Gallia Club Championships 1939 Cannes, Francia Singolare - Doppio             |                                        |                         |               |                     |
| Gennaio    | East of India Championships 1939 Calcutta, India Singolare - Doppio           | Don McNeill 6-4 6-4 6-3                | Ghaus Mohammad          |               |                     |
| Gennaio    | East of India Championships 1939 Calcutta, India Singolare - Doppio           |                                        |                         |               |                     |
| Gennaio    | German Covered Court Championships 1939 Brema, Germania Singolare - Doppio    | Roderick Menzel 6-4 7-5 6-4            | Henner Henkel           |               |                     |
| Gennaio    | German Covered Court Championships 1939 Brema, Germania Singolare - Doppio    |                                        |                         |               |                     |
| 1º gennaio | Sugar Bowl Invitation 1939 New Orleans, USA Singolare - Doppio                | Bryan Grant 6-0 6-1 6-2                | Gene Mako               |               |                     |
| 1º gennaio | Sugar Bowl Invitation 1939 New Orleans, USA Singolare - Doppio                |                                        |                         |               |                     |
| 2 gennaio  | South Australian Championships 1939 Adelaide, Australia Singolare - Doppio    | Adrian Quist 7-5, 6-4, 6-4             | Leonard Schwartz        |               |                     |
| 2 gennaio  | South Australian Championships 1939 Adelaide, Australia Singolare - Doppio    |                                        |                         |               |                     |
| 7 gennaio  | New Zealand Championships 1939 Christchurch, Nuova Zelanda Singolare - Doppio | Neil V. Edwards 6-4 6-1 6-1            | H. Arthur Barnett       |               |                     |
| 7 gennaio  | New Zealand Championships 1939 Christchurch, Nuova Zelanda Singolare - Doppio | Noel Bedford Jack W. Gunn              |                         |               |                     |
| 9 gennaio  | Dixie Championships 1939 Tampa, USA Singolare - Doppio                        | Wayne Sabin 6-3 6-3 6-1                | Bryan Grant             |               |                     |
| 9 gennaio  | Dixie Championships 1939 Tampa, USA Singolare - Doppio                        |                                        |                         |               |                     |
| 10 gennaio | Torneo di Barada 1939 Barada, Siria Singolare - Doppio                        | Don McNeill                            | William Robertson       |               |                     |
| 10 gennaio | Torneo di Barada 1939 Barada, Siria Singolare - Doppio                        |                                        |                         |               |                     |
| 15 gennaio | Palm Springs Invitational 1939 Palm Springs, USA Singolare - Doppio           | Jack Kramer 9-7 3-6 6-3                | Welby van Horn          |               |                     |
| 15 gennaio | Palm Springs Invitational 1939 Palm Springs, USA Singolare - Doppio           |                                        |                         |               |                     |
| 16 gennaio | Florida State Championships 1939 Orlando, USA Singolare - Doppio              | Wayne Sabin 8-6 4-6 6-3 2-6 6-1        | Gene Mako               |               |                     |
| 16 gennaio | Florida State Championships 1939 Orlando, USA Singolare - Doppio              |                                        |                         |               |                     |
| 23 gennaio | Miami-Biltimore Championships 1939 Miami, USA Singolare - Doppio              | Wayne Sabin 6-4 6-3 6-1                | Gene Mako               |               |                     |
| 23 gennaio | Miami-Biltimore Championships 1939 Miami, USA Singolare - Doppio              |                                        |                         |               |                     |
| 28 gennaio | Australian Championships 1939 Melbourne, Australia Singolare - Doppio         | John Bromwich 6-4 6-1 6-3              | Adrian Quist            |               |                     |
| 28 gennaio | Australian Championships 1939 Melbourne, Australia Singolare - Doppio         | John Bromwich Adrian Quist 6-4 7-5 6-2 | Colin Long Don Turnbull |               |                     |
| 30 gennaio | South Florida Championships 1939 West Palm Beach, USA Singolare - Doppio      | Wayne Sabin 7-9 6-1 4-6 6-3 6-2        | Gene Mako               |               |                     |
| 30 gennaio | South Florida Championships 1939 West Palm Beach, USA Singolare - Doppio      |                                        |                         |               |                     |
| 30 gennaio | French Covered Court Championships 1939 Parigi, Francia Singolare - Doppio    | Pierre Pellizza 4-6 6-2 6-2 6-1        | Roderick Menzel         |               |                     |
| 30 gennaio | French Covered Court Championships 1939 Parigi, Francia Singolare - Doppio    |                                        |                         |               |                     |

### Febbraio
| Settimana   | Torneo                                                                              | Vincitore                            | Finalista               | Semifinalisti | Eliminati ai quarti |
| ----------- | ----------------------------------------------------------------------------------- | ------------------------------------ | ----------------------- | ------------- | ------------------- |
| febbraio    | Nice Lawn Tennis Club Championships 1939 Nizza, Francia Singolare - Doppio          | Constantin Tanasescu 2-6 6-2 6-3 6-1 | Sin-Khie Kho            |               |                     |
| febbraio    | Nice Lawn Tennis Club Championships 1939 Nizza, Francia Singolare - Doppio          |                                      |                         |               |                     |
| 6 febbraio  | Carlton Club Championships 1939 Cannes, Francia Singolare - Doppio                  | Sin-Khie Kho                         | George Lyttleton Rogers |               |                     |
| 6 febbraio  | Carlton Club Championships 1939 Cannes, Francia Singolare - Doppio                  |                                      |                         |               |                     |
| 12 febbraio | Northern California Indoor Championships 1939 San Francisco, USA Singolare - Doppio | Frank Kovacs 6-0 7-9 6-4 6-0         | Edward Alloo            |               |                     |
| 12 febbraio | Northern California Indoor Championships 1939 San Francisco, USA Singolare - Doppio |                                      |                         |               |                     |
| 12 febbraio | Everglades Invitation 1939 Palm Beach, USA Singolare - Doppio                       | Wayne Sabin 8-6 6-2 6-4              | Gardnar Mulloy          |               |                     |
| 12 febbraio | Everglades Invitation 1939 Palm Beach, USA Singolare - Doppio                       |                                      |                         |               |                     |
| 26 febbraio | Metropolitan Indoor 1939 New York, USA Singolare - Doppio                           | Frank Bowden                         | Leonard Hartman         |               |                     |
| 26 febbraio | Metropolitan Indoor 1939 New York, USA Singolare - Doppio                           |                                      |                         |               |                     |
| 26 febbraio | Torneo di Beaulieu 1939 Beaulieu-sur-Mer, Francia Singolare - Doppio                | Constantin Tanasescu                 | Josef Caska             |               |                     |
| 26 febbraio | Torneo di Beaulieu 1939 Beaulieu-sur-Mer, Francia Singolare - Doppio                |                                      |                         |               |                     |

### Marzo
| Settimana | Torneo                                                                                   | Vincitore                         | Finalista       | Semifinalisti | Eliminati ai quarti |
| --------- | ---------------------------------------------------------------------------------------- | --------------------------------- | --------------- | ------------- | ------------------- |
| marzo     | Riviera Championships 1939 Mentone, Francia Singolare - Doppio                           | Franjo Punčec 11-9 6-2 6-0        | Hans Redl       |               |                     |
| marzo     | Riviera Championships 1939 Mentone, Francia Singolare - Doppio                           |                                   |                 |               |                     |
| marzo     | Melbourne Cricket Club Autumn Championships 1939 Melbourne, Australia Singolare - Doppio | Adrian Quist 7-5 7-5 3-6 7-5      | Harry Hopman    |               |                     |
| marzo     | Melbourne Cricket Club Autumn Championships 1939 Melbourne, Australia Singolare - Doppio |                                   |                 |               |                     |
| marzo     | South African Championships 1939 Johannesburg, Sudafrica Singolare - Doppio              | Eric Sturgess 6-2 9-7 3-6 6-8 7-5 | Eustace Fannin  |               |                     |
| marzo     | South African Championships 1939 Johannesburg, Sudafrica Singolare - Doppio              |                                   |                 |               |                     |
| marzo     | Italian Riviera Championships 1939 San Remo, Italia Singolare - Doppio                   | Gianni Cucelli 8-6 7-5 6-4        | Franjo Punčec   |               |                     |
| marzo     | Italian Riviera Championships 1939 San Remo, Italia Singolare - Doppio                   |                                   |                 |               |                     |
| marzo     | Côte d'Azur Championships 1939 Cannes, Francia Singolare - Doppio                        | Yvon Petra 7-5 7-5 6-2            | Adam Baworowski |               |                     |
| marzo     | Côte d'Azur Championships 1939 Cannes, Francia Singolare - Doppio                        |                                   |                 |               |                     |
| 5 marzo   | US Indoors 1939 New York, USA Singolare - Doppio                                         | Wayne Sabin 6–3, 5–7, 6–3, 6–1    | Frank Bowden    |               |                     |
| 5 marzo   | US Indoors 1939 New York, USA Singolare - Doppio                                         |                                   |                 |               |                     |
| 11 marzo  | Jamaican International Championships 1939 Kingston, Giamaica Singolare - Doppio          | Harold Surface 8-6 6-4            | Charles Hare    |               |                     |
| 11 marzo  | Jamaican International Championships 1939 Kingston, Giamaica Singolare - Doppio          |                                   |                 |               |                     |
| 21 marzo  | Bermuda International Championships 1939 Hamilton, Bermuda Erba Singolare - Doppio       | Bobby Riggs 6-3 1-6 1-6 6-2 7-5   | Elwood Cooke    |               |                     |
| 21 marzo  | Bermuda International Championships 1939 Hamilton, Bermuda Erba Singolare - Doppio       |                                   |                 |               |                     |

### Aprile
| Settimana | Torneo                                                                                 | Vincitore                                    | Finalista | Semifinalisti | Eliminati ai quarti |
| --------- | -------------------------------------------------------------------------------------- | -------------------------------------------- | --- | ------------- | ------------------- |
| aprile    | Campionati Internazionali di Sicilia 1939 Palermo, Italia Singolare - Doppio           | Constantin Tanasescu 7-5 6-4 6-2             | Vanni Canapele                                                                                                   |               |                     |
| aprile    | Campionati Internazionali di Sicilia 1939 Palermo, Italia Singolare - Doppio           |                                              | |               |                     |
| aprile    | Southern California Championships 1939 Los Angeles, USA Singolare - Doppio             | Frank Andrew Parker walkover                 | Gene Mako |               |                     |
| aprile    | Southern California Championships 1939 Los Angeles, USA Singolare - Doppio             |                                              | |               |                     |
| aprile    | New South Wales Hard Court Championships 1939 Dubbo, Australia Singolare - Doppio      | Vivian McGrath                               | |               |                     |
| aprile    | New South Wales Hard Court Championships 1939 Dubbo, Australia Singolare - Doppio      |                                              | |               |                     |
| 1º aprile | Herga Lawn Tennis Club Championships 1939 Harrow, Gran Bretagna Singolare - Doppio     | Jack Deloford 6-3 6-3                        | Cam Malfroy |               |                     |
| 1º aprile | Herga Lawn Tennis Club Championships 1939 Harrow, Gran Bretagna Singolare - Doppio     |                                              | |               |                     |
| 3 aprile  | River Oaks International Tennis Tournament 1939 Houston, USA Singolare - Doppio        | Frank Guernsey 4-6 7-5 6-1 6-3               | Frank Kovacs |               |                     |
| 3 aprile  | River Oaks International Tennis Tournament 1939 Houston, USA Singolare - Doppio        |                                              | |               |                     |
| 8 aprile  | London Pro Championships 1939 (Olympic Arena) Londra, Gran Bretagna Singolare - Doppio | Hans Nüsslein Round Robin                    | Lester Stoefen Henri Cochet Jan Koželuh Dan Maskell Giovanni Palmieri Robert Ramillon Lester Stoefen Bill Tilden |               |                     |
| 8 aprile  | London Pro Championships 1939 (Olympic Arena) Londra, Gran Bretagna Singolare - Doppio | Lester Stoefen Bill Tilden                   | |               |                     |
| 9 aprile  | Egyptian International Championships 1939 Il Cairo, Egitto Singolare - Doppio          | Gottfried von Cramm 7-5 6-2 6-8 6-2          | Don McNeill |               |                     |
| 9 aprile  | Egyptian International Championships 1939 Il Cairo, Egitto Singolare - Doppio          |                                              | |               |                     |
| 12 aprile | Darling Downs Championships 1939 Toowoomba, Australia Singolare - Doppio               | James Gilchrist 6-3 6-2                      | Les Hancock |               |                     |
| 12 aprile | Darling Downs Championships 1939 Toowoomba, Australia Singolare - Doppio               |                                              | |               |                     |
| 12 aprile | Perth Championships 1939 Perth, Australia Singolare - Doppio                           | John Bromwich 6-3 7-5 6-3                    | Vivian McGrath                                                                                                   |               |                     |
| 12 aprile | Perth Championships 1939 Perth, Australia Singolare - Doppio                           |                                              | |               |                     |
| 13 aprile | Tally Ho! Hard Court Championships 1939 Birmingham, Gran Bretagna Singolare - Doppio   | Jack Deloford 6-1 4-6 6-4                    | Cam Malfroy |               |                     |
| 13 aprile | Tally Ho! Hard Court Championships 1939 Birmingham, Gran Bretagna Singolare - Doppio   |                                              | |               |                     |
| 14 aprile | North & South Championships 1939 Pinehurst, USA Singolare - Doppio                     | Charles Rider 3-6 7-5 6-4 6-4                | Charlton Rood |               |                     |
| 14 aprile | North & South Championships 1939 Pinehurst, USA Singolare - Doppio                     |                                              | |               |                     |
| 15 aprile | Surrey Hard Court Championships 1939 Roehampton, Gran Bretagna Singolare - Doppio      | Edmund J. David 1-6 6-3 6-2 0-6 8-6          | Dennis C. Coombe                                                                                                 |               |                     |
| 15 aprile | Surrey Hard Court Championships 1939 Roehampton, Gran Bretagna Singolare - Doppio      |                                              | |               |                     |
| 15 aprile | The Priory 1939 Birmingham, Gran Bretagna Singolare - Doppio                           | Sin-Khie Kho 1-6 7-5 6-2                     | Constantin Tanasescu                                                                                             |               |                     |
| 15 aprile | The Priory 1939 Birmingham, Gran Bretagna Singolare - Doppio                           |                                              | |               |                     |
| 16 aprile | Beverley Hills Championships 1939 Beverley Hills, USA Singolare - Doppio               | Welby van Horn 10-8 6-1 6-4                  | Charles Olewine                                                                                                  |               |                     |
| 16 aprile | Beverley Hills Championships 1939 Beverley Hills, USA Singolare - Doppio               |                                              | |               |                     |
| 20 aprile | Queen's Covered Court Championships 1939 Londra, Gran Bretagna Singolare - Doppio      | Lawrence Shaffi 6-2 6-4                      | Wai-Chuen Choy                                                                                                   |               |                     |
| 20 aprile | Queen's Covered Court Championships 1939 Londra, Gran Bretagna Singolare - Doppio      |                                              | |               |                     |
| 20 aprile | North & South Pro Championships 1939 Pinehurst, USA Terra rossa Singolare - Doppio     | Bruce Barnes 8-6 6-3 10-8                    | Joe Whalen |               |                     |
| 20 aprile | North & South Pro Championships 1939 Pinehurst, USA Terra rossa Singolare - Doppio     | Joe Whalen Karel Koželuh 7-5 4-6 6-2 4-6 6-3 | Bruce Barnes Berkeley Bell                                                                                       |               |                     |
| 22 aprile | Melbury Hard Court Championships 1939 Melbury, Gran Bretagna Singolare - Doppio        | Wai-Chuen Choy 7-5 6-3                       | Donald McPhail                                                                                                   |               |                     |
| 22 aprile | Melbury Hard Court Championships 1939 Melbury, Gran Bretagna Singolare - Doppio        |                                              | |               |                     |
| 23 aprile | Western North Carolina Championships 1939 Asheville, USA Singolare - Doppio            | Bobby Riggs 4-6 6-1 2-6 6-1 6-2              | Wayne Sabin |               |                     |
| 23 aprile | Western North Carolina Championships 1939 Asheville, USA Singolare - Doppio            |                                              | |               |                     |
| 23 aprile | Richmond Pro Championships 1939 Richmond, USA Terra rossa Singolare - Doppio           | Joe Whalen 7-5 6-2 4-6 8-6                   | Bruce Barnes |               |                     |
| 23 aprile | Richmond Pro Championships 1939 Richmond, USA Terra rossa Singolare - Doppio           | Bruce Barnes Berkeley Bell 6-4 6-4           | Joe Whalen Karel Koželuh                                                                                         |               |                     |
| 29 aprile | Hot Springs Invitation 1939 Hot Springs, USA Singolare - Doppio                        | Bobby Riggs 6-3 9-7 8-6                      | Wayne Sabin |               |                     |
| 29 aprile | Hot Springs Invitation 1939 Hot Springs, USA Singolare - Doppio                        |                                              | |               |                     |
| 29 aprile | Brighton Hard Court Championships 1939 Brighton, Gran Bretagna Singolare - Doppio      | Lawrence Shaffi 2-6 4-6 6-3 9-7 6-2          | Ronald Shayes |               |                     |
| 29 aprile | Brighton Hard Court Championships 1939 Brighton, Gran Bretagna Singolare - Doppio      |                                              | |               |                     |
| 30 aprile | U.S. Open 1939 White Sulphur Springs, USA Singolare - Doppio                           | Dick Skeen 6-2 6-1 6-1                       | Herman Peterson                                                                                                  |               |                     |
| 30 aprile | U.S. Open 1939 White Sulphur Springs, USA Singolare - Doppio                           |                                              | |               |                     |

### Maggio
| Settimana | Torneo                                                                                | Vincitore                                 | Finalista                                 | Semifinalisti | Eliminati ai quarti |
| --------- | ------------------------------------------------------------------------------------- | ----------------------------------------- | ----------------------------------------- | ------------- | ------------------- |
| maggio    | Wiesbaden Championships 1939 Wiesbaden, Germania Singolare - Doppio                   | Giorgio De Stefani 6-4 8-6 0-6 4-6 6-4    | Charles Russell Harris                    |               |                     |
| maggio    | Wiesbaden Championships 1939 Wiesbaden, Germania Singolare - Doppio                   |                                           |                                           |               |                     |
| maggio    | Australian Hard Court Championships 1939 Toowoomba, Australia Singolare - Doppio      | Vivian McGrath                            |                                           |               |                     |
| maggio    | Australian Hard Court Championships 1939 Toowoomba, Australia Singolare - Doppio      |                                           |                                           |               |                     |
| 1º maggio | Sydney Championships 1939 Sydney, Australia Singolare - Doppio                        | James Gilchrist 6-2 6-1 6-1               | Vivian McGrath                            |               |                     |
| 1º maggio | Sydney Championships 1939 Sydney, Australia Singolare - Doppio                        |                                           |                                           |               |                     |
| 6 maggio  | British Hard Court Championships 1939 Bournemouth, Gran Bretagna Singolare - Doppio   | Sin-Khie Kho 7-5 6-1 6-4                  | Wai-Chuen Choy                            |               |                     |
| 6 maggio  | British Hard Court Championships 1939 Bournemouth, Gran Bretagna Singolare - Doppio   |                                           |                                           |               |                     |
| 13 maggio | Hurlingham Hard Court Championships 1939 Hurlingham, Gran Bretagna Singolare - Doppio | Jack Deloford 6-3 5-7 6-2                 | Ghaus Mohammad                            |               |                     |
| 13 maggio | Hurlingham Hard Court Championships 1939 Hurlingham, Gran Bretagna Singolare - Doppio |                                           |                                           |               |                     |
| 13 maggio | Torneo di Heaton 1939 Heaton, Gran Bretagna Singolare - Doppio                        | Sin-Khie Kho 6-3 6-3                      | Anthony John Mottram                      |               |                     |
| 13 maggio | Torneo di Heaton 1939 Heaton, Gran Bretagna Singolare - Doppio                        |                                           |                                           |               |                     |
| 20 maggio | Wembley Championship 1939 Londra, Gran Bretagna Parquet indoor Singolare - Doppio     | Don Budge Round Robin                     | Hans Nüsslein Bill Tilden Ellsworth Vines |               |                     |
| 20 maggio | Wembley Championship 1939 Londra, Gran Bretagna Parquet indoor Singolare - Doppio     |                                           |                                           |               |                     |
| 21 maggio | California State Championships 1939 Berkeley, USA Singolare - Doppio                  | Frank Kovacs 6-1 6-4 6-0                  | Edward Alloo                              |               |                     |
| 21 maggio | California State Championships 1939 Berkeley, USA Singolare - Doppio                  |                                           |                                           |               |                     |
| 27 maggio | Surrey Championships 1939 Surbiton, Gran Bretagna Singolare - Doppio                  | Sin-Khie Kho 6-2 6-4                      | Jack Deloford                             |               |                     |
| 27 maggio | Surrey Championships 1939 Surbiton, Gran Bretagna Singolare - Doppio                  |                                           |                                           |               |                     |
| 27 maggio | Torneo di Englewood 1939 Englewood, USA Singolare - Doppio                            | Wayne Sabin 6-0 6-4 6-1                   | Ladislav Hecht                            |               |                     |
| 27 maggio | Torneo di Englewood 1939 Englewood, USA Singolare - Doppio                            |                                           |                                           |               |                     |
| 29 maggio | Connecticut State Championships 1939 New Haven, USA Singolare - Doppio                | Chauncey Depew Steele Jr. 2-6 6-4 8-6 6-4 | Martin Buxby                              |               |                     |
| 29 maggio | Connecticut State Championships 1939 New Haven, USA Singolare - Doppio                |                                           |                                           |               |                     |
| 30 maggio | Orange Club Championships 1939 Mountain Station, USA Singolare - Doppio               | Wayne Sabin 6-1 8-6 3-6 6-2               | Frank Bowden                              |               |                     |
| 30 maggio | Orange Club Championships 1939 Mountain Station, USA Singolare - Doppio               |                                           |                                           |               |                     |

### Giugno
| Settimana | Torneo | Vincitore                                         | Finalista                                  | Semifinalisti | Eliminati ai quarti |
| --------- | --- | ------------------------------------------------- | ------------------------------------------ | ------------- | ------------------- |
| giugno    | Victorian Hard Court Championships 1939 Melbourne, Australia Singolare - Doppio                                      | Reg W. Ewin                                       |                                            |               |                     |
| giugno    | Victorian Hard Court Championships 1939 Melbourne, Australia Singolare - Doppio                                      |                                                   |                                            |               |                     |
| giugno    | Queensland Hard Court Championships 1939 Brisbane, Australia Singolare - Doppio                                      | Long 2-6 12-10 6-1                                | Les Hancock                                |               |                     |
| giugno    | Queensland Hard Court Championships 1939 Brisbane, Australia Singolare - Doppio                                      |                                                   |                                            |               |                     |
| 3 giugno  | Torneo di Malvern 1939 Malvern, Gran Bretagna Singolare - Doppio                                                     | Donald Butler 7-5 6-4                             | A.D. Brown                                 |               |                     |
| 3 giugno  | Torneo di Malvern 1939 Malvern, Gran Bretagna Singolare - Doppio                                                     |                                                   |                                            |               |                     |
| 3 giugno  | Southport Round Robin Pro Championships 1939 Southport (Victoria Park), Gran Bretagna Terra rossa Singolare - Doppio | Don Budge Round Robin                             | Bill Tilden Ellsworth Vines Lester Stoefen |               |                     |
| 3 giugno  | Southport Round Robin Pro Championships 1939 Southport (Victoria Park), Gran Bretagna Terra rossa Singolare - Doppio |                                                   |                                            |               |                     |
| 8 giugno  | River Plate Championships 1939 Buenos Aires, Argentina Singolare - Doppio                                            | Pancho Segura 2-6 6-3 11-9 6-2                    | Lucilo del Castillo                        |               |                     |
| 8 giugno  | River Plate Championships 1939 Buenos Aires, Argentina Singolare - Doppio                                            |                                                   |                                            |               |                     |
| 10 giugno | Torneo di Saint George's Hill 1939 Weybridge, Gran Bretagna Singolare - Doppio                                       | Russell 6-3 6-4                                   | Jack Deloford                              |               |                     |
| 10 giugno | Torneo di Saint George's Hill 1939 Weybridge, Gran Bretagna Singolare - Doppio                                       |                                                   |                                            |               |                     |
| 10 giugno | Northern Championships 1939 Manchester, Gran Bretagna Singolare - Doppio                                             | Eric Filby 6-3 6-4                                | Burt                                       |               |                     |
| 10 giugno | Northern Championships 1939 Manchester, Gran Bretagna Singolare - Doppio                                             |                                                   |                                            |               |                     |
| 11 giugno | Brooklyn Championships 1939 New York, USA Singolare - Doppio                                                         | Frank Bowden 3-6 6-4 6-3 6-2                      | Morris Adelsberg                           |               |                     |
| 11 giugno | Brooklyn Championships 1939 New York, USA Singolare - Doppio                                                         |                                                   |                                            |               |                     |
| 11 giugno | Heart of America Tournament 1939 Kansas City, USA Singolare - Doppio                                                 | Frank Andrew Parker 6-2 8-6 6-4                   | Wayne Sabin                                |               |                     |
| 11 giugno | Heart of America Tournament 1939 Kansas City, USA Singolare - Doppio                                                 |                                                   |                                            |               |                     |
| 11 giugno | New England Championships 1939 Hartford, USA Singolare - Doppio                                                      | John Doeg 8-6 9-7 6-4                             | Joseph Fishbach                            |               |                     |
| 11 giugno | New England Championships 1939 Hartford, USA Singolare - Doppio                                                      |                                                   |                                            |               |                     |
| 17 giugno | Castle Point Trophy 1939 New York, USA Singolare - Doppio                                                            | Joseph Fishbach 1-6 6-3 6-2 7-5                   | Frank Bowden                               |               |                     |
| 17 giugno | Castle Point Trophy 1939 New York, USA Singolare - Doppio                                                            |                                                   |                                            |               |                     |
| 17 giugno | West of England Championships 1939 Bristol, Gran Bretagna Singolare - Doppio                                         | Donald Butler 6-4 6-3 1-6 5-7 8-6                 | Gottfried von Cramm                        |               |                     |
| 17 giugno | West of England Championships 1939 Bristol, Gran Bretagna Singolare - Doppio                                         |                                                   |                                            |               |                     |
| 17 giugno | Kent Championships 1939 Beckenham, Gran Bretagna Singolare - Doppio                                                  | Jack Deloford 3-6 6-2 9-7                         | Donald McPhail                             |               |                     |
| 17 giugno | Kent Championships 1939 Beckenham, Gran Bretagna Singolare - Doppio                                                  |                                                   |                                            |               |                     |
| 17 giugno | Southern Championships 1939 Atlanta, USA Singolare - Doppio                                                          | Bryan Grant 8-6 6-3 4-6 3-6 6-4                   | Gardnar Mulloy                             |               |                     |
| 17 giugno | Southern Championships 1939 Atlanta, USA Singolare - Doppio                                                          |                                                   |                                            |               |                     |
| 18 giugno | Triple A Championships 1939 Saint Louis, USA Singolare - Doppio                                                      | Frank Andrew Parker 6-3 6-3 6-4                   | Gene Mako                                  |               |                     |
| 18 giugno | Triple A Championships 1939 Saint Louis, USA Singolare - Doppio                                                      |                                                   |                                            |               |                     |
| 18 giugno | Internazionali di Francia 1939 Parigi, Francia Singolare - Doppio                                                    | Don McNeill 7-5 6-0 6-3                           | Bobby Riggs                                |               |                     |
| 18 giugno | Internazionali di Francia 1939 Parigi, Francia Singolare - Doppio                                                    | Don McNeill Charles Harris 4-6 6-4 6-0 2-6 10-8   | Jean Borotra Jacques Brugnon               |               |                     |
| 24 giugno | Canadian Championships 1939 Windsor, Canada Singolare - Doppio                                                       | P. Morley Lewis 6-2 6-2 6-3                       | Robert Madden                              |               |                     |
| 24 giugno | Canadian Championships 1939 Windsor, Canada Singolare - Doppio                                                       | Frank Friehling P. Morey Lewis 6-4, 2-6, 6-4, 6-2 | Bill Pedlar Phil Pearson                   |               |                     |
| 24 giugno | Delaware State Championships 1939 Wilmington, USA Singolare - Doppio                                                 | Richard McKee 6-1 4-6 6-4                         | William E. Gillespie                       |               |                     |
| 24 giugno | Delaware State Championships 1939 Wilmington, USA Singolare - Doppio                                                 |                                                   |                                            |               |                     |
| 24 giugno | Northern Valley Championships 1939 Tenafly, USA Singolare - Doppio                                                   | Donald S. Hawley 4-6 7-5 4-6 6-2 6-1              | August Ganzenmuller                        |               |                     |
| 24 giugno | Northern Valley Championships 1939 Tenafly, USA Singolare - Doppio                                                   |                                                   |                                            |               |                     |
| 24 giugno | Queen's Club Championships 1939 Londra, Gran Bretagna Singolare - Doppio                                             | Gottfried von Cramm 6-1 6-3                       | Ghaus Mohammad                             |               |                     |
| 24 giugno | Queen's Club Championships 1939 Londra, Gran Bretagna Singolare - Doppio                                             |                                                   |                                            |               |                     |
| 26 giugno | Richmond County Clay Court Championships 1939 New York, USA Singolare - Doppio                                       | Joseph Fishbach                                   | Frank Bowden                               |               |                     |
| 26 giugno | Richmond County Clay Court Championships 1939 New York, USA Singolare - Doppio                                       |                                                   |                                            |               |                     |
| 26 giugno | U.S. Men's Clay Court Championships 1939 Chicago, USA Singolare - Doppio                                             | Frank Andrew Parker 6-3 6-0 5-7 6-3               | Gardnar Mulloy                             |               |                     |
| 26 giugno | U.S. Men's Clay Court Championships 1939 Chicago, USA Singolare - Doppio                                             | Frank Parker Gene Mako                            |                                            |               |                     |

### Luglio
| Settimana | Torneo                                                                                           | Vincitore                                | Finalista                    | Semifinalisti | Eliminati ai quarti |
| --------- | ------------------------------------------------------------------------------------------------ | ---------------------------------------- | ---------------------------- | ------------- | ------------------- |
| luglio    | Torneo di Sheffield & Hallamshire 1939 Sheffield - Hallamshire, Gran Bretagna Singolare - Doppio | Constantin Tanasescu 3-0 ritiro          | Jin Ho                       |               |                     |
| luglio    | Torneo di Sheffield & Hallamshire 1939 Sheffield - Hallamshire, Gran Bretagna Singolare - Doppio |                                          |                              |               |                     |
| luglio    | German Championships 1939 Amburgo, Germania Singolare - Doppio                                   | Henner Henkel 4-6 6-4 6-0 6-1            | Roderick Menzel              |               |                     |
| luglio    | German Championships 1939 Amburgo, Germania Singolare - Doppio                                   |                                          |                              |               |                     |
| 1º luglio | Minnesota State Championships 1939 Saint Paul, USA Singolare - Doppio                            | Gardnar Mulloy 7-5 8-6 6-1               | Norman Bickel                |               |                     |
| 1º luglio | Minnesota State Championships 1939 Saint Paul, USA Singolare - Doppio                            |                                          |                              |               |                     |
| 2 luglio  | World Pro Championships 1939 Parigi, Francia Terra rossa Singolare - Doppio                      | Don Budge 6–2 7–5 6–3                    | Ellsworth Vines              |               |                     |
| 2 luglio  | World Pro Championships 1939 Parigi, Francia Terra rossa Singolare - Doppio                      | Don Budge Ellsworth Vines                | Robert Ramillon Henri Cochet |               |                     |
| 2 luglio  | Colorado State Championships 1939 Denver, USA Singolare - Doppio                                 | Gene Mako 6-1 6-2                        | Edwin Amark                  |               |                     |
| 2 luglio  | Colorado State Championships 1939 Denver, USA Singolare - Doppio                                 |                                          |                              |               |                     |
| 2 luglio  | Tri-State Championships 1939 Cincinnati, USA Singolare - Doppio                                  | Bryan Grant 4-6 6-3 6-1 2-6 6-4          | Frank Andrew Parker          |               |                     |
| 2 luglio  | Tri-State Championships 1939 Cincinnati, USA Singolare - Doppio                                  | Bryan Grant Ed Alloo 6-4, 6-3, 6-4       | Frank Parker Ted Olewine     |               |                     |
| 2 luglio  | New Jersey State Championships 1939 Orange, USA Singolare - Doppio                               | Richard McKee 6-4 6-1 6-2                | William McGehee              |               |                     |
| 2 luglio  | New Jersey State Championships 1939 Orange, USA Singolare - Doppio                               |                                          |                              |               |                     |
| 4 luglio  | Nassau Bowl 1939 Glen Cove, USA Erba Singolare - Doppio                                          | Wayne Sabin 6-8 6-4 7-5 6-4              | Ernest Sutter                |               |                     |
| 4 luglio  | Nassau Bowl 1939 Glen Cove, USA Erba Singolare - Doppio                                          |                                          |                              |               |                     |
| 8 luglio  | Torneo di Wimbledon 1939 Londra, Gran Bretagna Erba Singolare - Doppio                           | Bobby Riggs 2-6 8-6 3-6 6-3 6-2          | Elwood Cooke                 |               |                     |
| 8 luglio  | Torneo di Wimbledon 1939 Londra, Gran Bretagna Erba Singolare - Doppio                           | Elwood Cooke Bobby Riggs 6-3 3-6 6-3 9-7 | Charles Hare Frank Wilde     |               |                     |
| 9 luglio  | Eastern Slope Golden Racquet 1939 North Conway, USA Singolare - Doppio                           | Wayne Sabin 8-6 9-7 7-9 6-1              | Harold Surface               |               |                     |
| 9 luglio  | Eastern Slope Golden Racquet 1939 North Conway, USA Singolare - Doppio                           |                                          |                              |               |                     |
| 9 luglio  | Kentucky State Championships 1939 Louisville, USA Singolare - Doppio                             | Frank Andrew Parker 6-2 3-6 6-3          | Gene Mako                    |               |                     |
| 9 luglio  | Kentucky State Championships 1939 Louisville, USA Singolare - Doppio                             |                                          |                              |               |                     |
| 9 luglio  | Torneo di Glen Ridge 1939 Glen Ridge, USA Singolare - Doppio                                     | William Umstaedter 6-8 3-6 6-4 6-2 6-3   | Donald S. Hawley             |               |                     |
| 9 luglio  | Torneo di Glen Ridge 1939 Glen Ridge, USA Singolare - Doppio                                     |                                          |                              |               |                     |
| 15 luglio | East of England Championships 1939 Felixstowe, Gran Bretagna Singolare - Doppio                  | Constantin Tanasescu 4-6 6-4 6-3         | Eric Filby                   |               |                     |
| 15 luglio | East of England Championships 1939 Felixstowe, Gran Bretagna Singolare - Doppio                  |                                          |                              |               |                     |
| 15 luglio | Midland Counties Championships 1939 Edgbaston, Gran Bretagna Singolare - Doppio                  | Donald Butler titolo condiviso           | Herman Francis David         |               |                     |
| 15 luglio | Midland Counties Championships 1939 Edgbaston, Gran Bretagna Singolare - Doppio                  |                                          |                              |               |                     |
| 15 luglio | Irish Championships 1939 Dublino, Irlanda Singolare - Doppio                                     | Jack Deloford 6-2 5-7 6-4 6-2            | Ghaus Mohammad               |               |                     |
| 15 luglio | Irish Championships 1939 Dublino, Irlanda Singolare - Doppio                                     |                                          |                              |               |                     |
| 16 luglio | Spring Lake Invitation 1939 Spring Lake, USA Singolare - Doppio                                  | Frank Andrew Parker 6-0 6-4 6-2          | Gardnar Mulloy               |               |                     |
| 16 luglio | Spring Lake Invitation 1939 Spring Lake, USA Singolare - Doppio                                  |                                          |                              |               |                     |
| 16 luglio | New York State Clay Court Championships 1939 Forest Hills, USA Singolare - Doppio                | Frank Guernsey 6-3 6-1 6-1               | Frank Bowden                 |               |                     |
| 16 luglio | New York State Clay Court Championships 1939 Forest Hills, USA Singolare - Doppio                |                                          |                              |               |                     |
| 16 luglio | Western Championships 1939 Chicago, USA Singolare - Doppio                                       | R. Murphy                                |                              |               |                     |
| 16 luglio | Western Championships 1939 Chicago, USA Singolare - Doppio                                       |                                          |                              |               |                     |
| 16 luglio | Maryland State Championships 1939 Baltimora, USA Singolare - Doppio                              | Harold Surface 6-4 5-7 6-2 6-1           | Edward C. Alloo              |               |                     |
| 16 luglio | Maryland State Championships 1939 Baltimora, USA Singolare - Doppio                              |                                          |                              |               |                     |
| 22 luglio | Welsh Championships 1939 Newport, Gran Bretagna Singolare - Doppio                               | Constantin Tanasescu 10-12 6-4 7-5       | Jack Deloford                |               |                     |
| 22 luglio | Welsh Championships 1939 Newport, Gran Bretagna Singolare - Doppio                               |                                          |                              |               |                     |
| 22 luglio | Torneo di La Jolla 1939 La Jolla, USA Singolare - Doppio                                         | Jack McManus 6-1 4-6 6-3 6-2             | Louis Brownstein             |               |                     |
| 22 luglio | Torneo di La Jolla 1939 La Jolla, USA Singolare - Doppio                                         |                                          |                              |               |                     |
| 22 luglio | Eastern Clay Court Championships 1939 Jackson Heights, USA Singolare - Doppio                    | Gerard B. Podesta 6-2 6-4 6-3            | Marvin Wachman               |               |                     |
| 22 luglio | Eastern Clay Court Championships 1939 Jackson Heights, USA Singolare - Doppio                    |                                          |                              |               |                     |
| 22 luglio | Torneo di Frinton-on-Sea 1939 Frinton-on-Sea, Gran Bretagna Singolare - Doppio                   | Ghaus Mohammad 3-6 7-5 6-0               | John Olliff                  |               |                     |
| 22 luglio | Torneo di Frinton-on-Sea 1939 Frinton-on-Sea, Gran Bretagna Singolare - Doppio                   |                                          |                              |               |                     |
| 23 luglio | Longwood Bowl 1939 Brookline, USA Singolare - Doppio                                             | Adrian Quist 6-1 6-2 6-4                 | Gene Mako                    |               |                     |
| 23 luglio | Longwood Bowl 1939 Brookline, USA Singolare - Doppio                                             |                                          |                              |               |                     |
| 25 luglio | Fox River Valley Championships 1939 Neenah, USA Singolare - Doppio                               | Harold Surface 5-7 6-4 6-0 9-7           | Ernest Sutter                |               |                     |
| 25 luglio | Fox River Valley Championships 1939 Neenah, USA Singolare - Doppio                               |                                          |                              |               |                     |
| 29 luglio | Western Canadian Championships 1939 Vancouver, Canada Singolare - Doppio                         | John Bromwich 6-2 6-2 6-8 6-0            | Harry Hopman                 |               |                     |
| 29 luglio | Western Canadian Championships 1939 Vancouver, Canada Singolare - Doppio                         |                                          |                              |               |                     |
| 31 luglio | Northern New Jersey Championships 1939 Westfield, USA Singolare - Doppio                         | William Lurie 6-0 6-0 5-7 6-4            | Donald S. Hawley             |               |                     |
| 31 luglio | Northern New Jersey Championships 1939 Westfield, USA Singolare - Doppio                         |                                          |                              |               |                     |
| 31 luglio | Seabright Invitational 1939 Seabright, USA Singolare - Doppio                                    | Frank Andrew Parker 6-3 8-6 6-0          | Don McNeill                  |               |                     |
| 31 luglio | Seabright Invitational 1939 Seabright, USA Singolare - Doppio                                    |                                          |                              |               |                     |

### Agosto
| Settimana | Torneo                                                                                   | Vincitore                        | Finalista                  | Semifinalisti | Eliminati ai quarti |
| --------- | ---------------------------------------------------------------------------------------- | -------------------------------- | -------------------------- | ------------- | ------------------- |
| agosto    | British Pro Championships 1939 Eastbourne, Gran Bretagna Singolare - Doppio              | Dan Maskell                      | non conosciuta (bandiera)  |               |                     |
| agosto    | British Pro Championships 1939 Eastbourne, Gran Bretagna Singolare - Doppio              |                                  |                            |               |                     |
| 5 agosto  | Northumberland Championships 1939 Newcastle, Gran Bretagna Singolare - Doppio            | Donald Butler 6-8 6-4 6-4        | Cam Malfroy                |               |                     |
| 5 agosto  | Northumberland Championships 1939 Newcastle, Gran Bretagna Singolare - Doppio            |                                  |                            |               |                     |
| 6 agosto  | Southampton Invitation 1939 Southampton, USA Erba Singolare - Doppio                     | Bobby Riggs 10-8 6-4 6-4         | Sidney Wood                |               |                     |
| 6 agosto  | Southampton Invitation 1939 Southampton, USA Erba Singolare - Doppio                     |                                  |                            |               |                     |
| 7 agosto  | Southport Pro Championships 1939 Southport, Gran Bretagna Terra rossa Singolare - Doppio | Hans Nüsslein 6-2 7-5 6-4        | Bill Tilden                |               |                     |
| 7 agosto  | Southport Pro Championships 1939 Southport, Gran Bretagna Terra rossa Singolare - Doppio | Don Budge Ellsworth Vines        | Lester Stoefen Bill Tilden |               |                     |
| 10 agosto | Suffolk Championships 1939 Saxmundham, Gran Bretagna Singolare - Doppio                  | Gordon Fitt 6-0 6-4              | John T. B. Leader          |               |                     |
| 10 agosto | Suffolk Championships 1939 Saxmundham, Gran Bretagna Singolare - Doppio                  |                                  |                            |               |                     |
| 12 agosto | Hampshire Championships 1939 Bournemouth, Gran Bretagna Singolare - Doppio               | Donald Butler 6-4 6-4            | Gunn                       |               |                     |
| 12 agosto | Hampshire Championships 1939 Bournemouth, Gran Bretagna Singolare - Doppio               |                                  |                            |               |                     |
| 13 agosto | Bretton Woods Invitational 1939 Bretton Woods, USA Singolare - Doppio                    | Jeff Podesta 3-6 6-3 5-7 6-2 8-6 | Donald Hawley              |               |                     |
| 13 agosto | Bretton Woods Invitational 1939 Bretton Woods, USA Singolare - Doppio                    |                                  |                            |               |                     |
| 13 agosto | Eastern Grass Court Championships 1939 Rye, USA Erba Singolare - Doppio                  | Bobby Riggs 1-6 6-4 6-4 7-5      | Frank Andrew Parker        |               |                     |
| 13 agosto | Eastern Grass Court Championships 1939 Rye, USA Erba Singolare - Doppio                  |                                  |                            |               |                     |
| 19 agosto | Derbyshire Championships 1939 Buxton, Gran Bretagna Singolare - Doppio                   | Donald Butler 9-7 3-6 6-4        | Russell                    |               |                     |
| 19 agosto | Derbyshire Championships 1939 Buxton, Gran Bretagna Singolare - Doppio                   |                                  |                            |               |                     |
| 26 agosto | North of England Championships 1939 Scarborough, Gran Bretagna Singolare - Doppio        | Jack Deloford 6-2 6-2            | Dennis C. Coombe           |               |                     |
| 26 agosto | North of England Championships 1939 Scarborough, Gran Bretagna Singolare - Doppio        |                                  |                            |               |                     |
| 26 agosto | Cinque Ports Championships 1939 Folkestone, Gran Bretagna Singolare - Doppio             | F. Derrick Leyland 6-1 8-6       | Maclagan                   |               |                     |
| 26 agosto | Cinque Ports Championships 1939 Folkestone, Gran Bretagna Singolare - Doppio             |                                  |                            |               |                     |
| 26 agosto | West Sussex Championships 1939 Bognor Regis, Gran Bretagna Singolare - Doppio            | Ernest Wittman 4-6 6-1 6-2       | Alexandru Hamburger        |               |                     |
| 26 agosto | West Sussex Championships 1939 Bognor Regis, Gran Bretagna Singolare - Doppio            |                                  |                            |               |                     |
| 28 agosto | Newport Casino Trophy 1939 Newport, USA Singolare - Doppio                               | Elwood Cooke 8-10 6-4 7-5 6-3    | Don McNeill                |               |                     |
| 28 agosto | Newport Casino Trophy 1939 Newport, USA Singolare - Doppio                               |                                  |                            |               |                     |

### Settembre
| Settimana    | Torneo                                                                 | Vincitore                              | Finalista                  | Semifinalisti | Eliminati ai quarti |
| ------------ | ---------------------------------------------------------------------- | -------------------------------------- | -------------------------- | ------------- | ------------------- |
| settembre    | German Pro Championships 1939                                          |                                        | non conosciuta (bandiera)  |               |                     |
| settembre    | German Pro Championships 1939                                          |                                        |                            |               |                     |
| 2 settembre  | Torneo di Hastings 1939 Hastings, Gran Bretagna Singolare - Doppio     | Sin-Khie Kho 7-5 3-6 6-4               | Ernest Wittman             |               |                     |
| 2 settembre  | Torneo di Hastings 1939 Hastings, Gran Bretagna Singolare - Doppio     |                                        |                            |               |                     |
| 17 settembre | U.S. National Championships 1939 New York, USA Erba Singolare - Doppio | Bobby Riggs 6-4 6-2 6-4                | Welby van Horn             |               |                     |
| 17 settembre | U.S. National Championships 1939 New York, USA Erba Singolare - Doppio | Adrian Quist John Bromwich 8-6 6-1 6-4 | Jack Crawford Harry Hopman |               |                     |

### Ottobre
| Settimana  | Torneo                                                                           | Vincitore                            | Finalista                  | Semifinalisti | Eliminati ai quarti |
| ---------- | -------------------------------------------------------------------------------- | ------------------------------------ | -------------------------- | ------------- | ------------------- |
| 2 ottobre  | Pacific Southwest Championships 1939 Los Angeles, USA Singolare - Doppio         | John Bromwich 4-6 6-0 6-2 6-4        | Franjo Punčec              |               |                     |
| 2 ottobre  | Pacific Southwest Championships 1939 Los Angeles, USA Singolare - Doppio         |                                      |                            |               |                     |
| 10 ottobre | Hot Springs Fall Championships 1939 Hot Springs, USA Singolare - Doppio          | Gilbert Hall 6-2 6-2 6-3             | Samuel B. Gilpin           |               |                     |
| 10 ottobre | Hot Springs Fall Championships 1939 Hot Springs, USA Singolare - Doppio          |                                      |                            |               |                     |
| 10 ottobre | Pacific Coast Championships 1939 Berkeley, USA Cemento Singolare                 | Bobby Riggs 6-3 2-6 6-4 2-6 7-5      | Frank Kovacs               |               |                     |
| 10 ottobre | Pacific Coast Championships 1939 Berkeley, USA Cemento Singolare                 | Doppio non disputato                 |                            |               |                     |
| 22 ottobre | U.S. Pro Tennis Championships 1939 Beverly Hills, USA Cemento Singolare - Doppio | Ellsworth Vines 8-6, 6-8, 6-1, 20-18 | Fred Perry                 |               |                     |
| 22 ottobre | U.S. Pro Tennis Championships 1939 Beverly Hills, USA Cemento Singolare - Doppio | Bruce Barnes Keith Gledhill          | Ellsworth Vines Fred Perry |               |                     |

### Novembre
| Settimana   | Torneo                                                                     | Vincitore                                  | Finalista                    | Semifinalisti | Eliminati ai quarti |
| ----------- | -------------------------------------------------------------------------- | ------------------------------------------ | ---------------------------- | ------------- | ------------------- |
| novembre    | Swedish International Championships 1939 Båstad, Svezia Singolare - Doppio | Gottfried von Cramm 6-4 6-4 6-2            | Frantisek Cejnar             |               |                     |
| novembre    | Swedish International Championships 1939 Båstad, Svezia Singolare - Doppio |                                            |                              |               |                     |
| 27 novembre | New South Wales Championships 1939 Sydney, Australia Singolare - Doppio    | John Bromwich 2-6, 6-0, 6-4, 6-0           | Adrian Quist                 |               |                     |
| 27 novembre | New South Wales Championships 1939 Sydney, Australia Singolare - Doppio    | John Bromwich Adrian Quist 6-0 6-0 3-6 6-3 | Jack Crawford Vivian McGrath |               |                     |

### Dicembre
| Settimana   | Torneo                                                                                | Vincitore                               | Finalista     | Semifinalisti | Eliminati ai quarti |
| ----------- | ------------------------------------------------------------------------------------- | --------------------------------------- | ------------- | ------------- | ------------------- |
| dicembre    | Victorian Championships 1939 Melbourne, Australia Singolare - Doppio                  | John Bromwich 7-5 7-5 3-6 7-5           | John Bromwich |               |                     |
| dicembre    | Victorian Championships 1939 Melbourne, Australia Singolare - Doppio                  |                                         |               |               |                     |
| 2 dicembre  | Argentina International Championships 1939 Buenos Aires, Argentina Singolare - Doppio | Pancho Segura 2-6 6-3 4-6 6-4 6-1       | John Bromwich |               |                     |
| 2 dicembre  | Argentina International Championships 1939 Buenos Aires, Argentina Singolare - Doppio |                                         |               |               |                     |
| 10 dicembre | Chicago Indoor Championships 1939 Chicago, USA Singolare - Doppio                     | Bobby Riggs 3 set a 2                   | Jimmy Evert   |               |                     |
| 10 dicembre | Chicago Indoor Championships 1939 Chicago, USA Singolare - Doppio                     |                                         |               |               |                     |
| 31 dicembre | Sugar Bowl Invitation 2 1939 New Orleans, USA Singolare - Doppio                      | Don McNeill                             | Bobby Riggs   |               |                     |
| 31 dicembre | Sugar Bowl Invitation 2 1939 New Orleans, USA Singolare - Doppio                      |                                         |               |               |                     |
| 31 dicembre | California Mid-Winter Championships 1939 Long Beach, USA Singolare - Doppio           | Frederick Ted Rudolph Schroeder 6-1 9-7 | Nolan McQuown |               |                     |
| 31 dicembre | California Mid-Winter Championships 1939 Long Beach, USA Singolare - Doppio           |                                         |               |               |                     |

## Pro tour
Nel corso dell'anno si giocarono diversi tornei che facevano parte dei pro tour: un insieme di tornei composti da pochi partecipanti: da 2, 4 o 6 giocatori in cui i migliori tennisti si sfidavano in scontri diretti in varie località. Il vincitore del tour era il tennista che aveva un vantaggio nei testa a testa con gli altri giocatori.
| Data                | Località             | Nome del tour            | Partecipanti                                         |
| ------------------- | -------------------- | ------------------------ | ---------------------------------------------------- |
| 3 gennaio - 6 marzo | Stati Uniti e Canada | World Pro Tour 1939      | Don Budge (22-17) Ellsworth Vines (17-22)            |
| 10 marzo - 8 maggio | Stati Uniti e Canada | North American Tour 1939 | Don Budge (28-8) Fred Perry (8-28)                   |
| 2 maggio - ?        | Europa               | European Tour 1939       | Don Budge Ellsworth Vines Bill Tilden Lester Stoefen |